# Citymapper
Citymapper est une application mobile de déplacements urbains et calculs d'itinéraires créée en 2011 par Amat Yusuf, un ancien employé de Google.
Elle est active dans de nombreuses villes dont Londres, Berlin, Tokyo, Lyon, Paris et New York.

## Historique
- Lancement à Londres en 2011.
- 1re levée de fonds de 10 millions de dollars en 2014.
- 2e levée de fonds en 2016 pour un montant de 40 millions de dollars[1].

En 2020, pendant la grève contre la réforme des retraites en France, Citymapper s'est fait remarquer en tenant ses usagers au courant des perturbations de façon décalée.

## Usages de l'application

### Fonctionnement
L'application permet de calculer, en temps réel, les itinéraires des usagers des transports urbains, en combinant plusieurs modes de transport (RER, métro, bus, Vélib', Autolib', VTC, à pied…). Elle prend en compte à la fois les réseaux de transport public, les locations de taxi ou de VTC, comme les réseaux de location en libre-service, des scooters aux vélos.

## Couverture
En mars 2025, l'application couvre 108 villes dans le monde.
| Continent        | Pays                                                               | Agglomération                                                      | Réseaux de transport couverts |
| ---------------- | ------------------------------------------------------------------ | ------------------------------------------------------------------ | --- |
| Europe           | Allemagne                                                          | Berlin                                                             | |
| Europe           | Allemagne                                                          | Brême                                                              | |
| Europe           | Allemagne                                                          | Cologne                                                            | |
| Europe           | Allemagne                                                          | Francfort                                                          | |
| Europe           | Allemagne                                                          | Hambourg                                                           | |
| Europe           | Allemagne                                                          | Munich                                                             | |
| Europe           | Allemagne                                                          | Nuremberg                                                          | |
| Europe           | Allemagne                                                          | Stuttgart                                                          | |
| Europe           | Autriche                                                           | Vienne                                                             | |
| Europe           | Belgique (ensemble du territoire belge)                            |                                                                    | |
| Europe           | Croatie                                                            | Zagreb                                                             | |
| Europe           | Danemark                                                           | Copenhague                                                         | |
| Europe           | Espagne                                                            | Barcelone                                                          | |
| Europe           | Espagne                                                            | Grenade                                                            | |
| Europe           | Espagne                                                            | Îles Baléares                                                      | |
| Europe           | Espagne                                                            | Madrid                                                             | |
| Europe           | Espagne                                                            | Malaga                                                             | |
| Europe           | Espagne                                                            | Pays Basque                                                        | |
| Europe           | Espagne                                                            | Saragosse                                                          | |
| Europe           | Espagne                                                            | Séville                                                            | |
| Europe           | Espagne                                                            | Valence                                                            | |
| Europe           | Finlande                                                           | Helsinki                                                           | |
| Europe           | Estonie                                                            | Tallin                                                             | |
| Europe           | France                                                             | Bordeaux                                                           | - Bus - Tramway - Navette fluviale Bat3 - Train : TER Nouvelle-Aquitaine - Vélos en libre-service : VCub |
| Europe           | France                                                             | Lille                                                              | - Autobus - Métro - Tramway - Train : TER Hauts-de-France - Vélos en libre-service : V'Lille |
| Europe           | France                                                             | Lyon                                                               | - Bus - Métro - Tramway - Train : TER Rhône-Alpes - Funiculaire - Ferry - Vélos en libre-service : Vélo'v |
| Europe           | France                                                             | Marseille                                                          | |
| Europe           | France                                                             | Nantes                                                             | |
| Europe           | France                                                             | Paris (et communes d'Île-de-France)                                | - Bus - Métro - Tramway - Train : Transilien, RER, TER Hauts de France, TER Grand Est, TER Bourgogne-Franche-Comté, TER Centre-Val-de-Loire, TER Normandie - Taxi : G7, Heetch, Kapten, Marcel, Uber - Vélos en libre-service : Cristolib, Vélib', VélO2 - Trottinettes en libre-service : BlaBla Ride, Dott, TIER - Voitures en libre-service : Getaround, Moov'in, SHARE NOW, Virtuo - Scooters en libre-service : Cityscoot |
| Europe           | France                                                             | Strasbourg                                                         | - Bus et BHNS - Tramway - Train : TER Alsace - Cars - VTC : Heetch et Uber - Vélos en libre-service : Vélhop - Voitures en libre-service : Getaround |
| Europe           | France                                                             | Toulouse                                                           | |
| Europe           | Grèce                                                              | Athènes                                                            | |
| Europe           | Hongrie                                                            | Budapest                                                           | |
| Europe           | Islande                                                            | Reykjavik                                                          | |
| Europe           | Italie                                                             | Bologne                                                            | |
| Europe           | Italie                                                             | Florence                                                           | |
| Europe           | Italie                                                             | Gênes                                                              | |
| Europe           | Italie                                                             | Milan                                                              | |
| Europe           | Italie                                                             | Naples                                                             | |
| Europe           | Italie                                                             | Rome                                                               | |
| Europe           | Italie                                                             | Turin                                                              | |
| Europe           | Italie                                                             | Venise                                                             | |
| Europe           | Irlande                                                            | Dublin                                                             | |
| Europe           | Lettonie                                                           | Riga                                                               | |
| Europe           | Lituanie                                                           | Vilnius                                                            | |
| Europe           | Luxembourg (ensemble du territoire luxembourgeois)                 |                                                                    | |
| Europe           | Monaco (ensemble du territoire monégasque et communes limitrophes) | Monaco (ensemble du territoire monégasque et communes limitrophes) | - Bus : Compagnie des Autobus de Monaco, Lignes d'Azur (lignes transitant par Monaco seulement), Zest - Train : TER Provence-Alpes-Côte d'Azur (ligne Marseille-Vintimille seulement) - Tramway : Lignes d'Azur (lignes de tramway de Nice seulement) - Vélos en libre-service : MonaBike - Voitures en libre-service : Mobee - Parking : Monaco Parkings - Hélicoptère : Monacair (ligne Monaco-Nice seulement)               |
| Europe           | Norvège                                                            | Oslo                                                               | |
| Europe           | Pays-Bas (ensemble du territoire néerlandais)                      |                                                                    | |
| Europe           | Pologne                                                            | Cracovie                                                           | |
| Europe           | Pologne                                                            | Varsovie                                                           | |
| Europe           | Portugal                                                           | Lisbonne                                                           | |
| Europe           | République tchèque                                                 | Prague                                                             | |
| Europe           | Roumanie                                                           | Bucarest                                                           | |
| Europe           | Royaume-Uni                                                        | Birmingham                                                         | |
| Europe           | Royaume-Uni                                                        | Bristol                                                            | |
| Europe           | Royaume-Uni                                                        | Cardiff                                                            | |
| Europe           | Royaume-Uni                                                        | Edimbourg                                                          | |
| Europe           | Royaume-Uni                                                        | Glasgow                                                            | |
| Europe           | Royaume-Uni                                                        | Liverpool                                                          | |
| Europe           | Royaume-Uni                                                        | Londres                                                            | Underground (Métro), National Rail, Ferry, Tram, Bus, Vélos |
| Europe           | Royaume-Uni                                                        | Manchester                                                         | |
| Europe           | Royaume-Uni                                                        | Newcastle                                                          | |
| Europe           | Royaume-Uni                                                        | Nottingham                                                         | |
| Europe           | Russie                                                             | Moscou                                                             | |
| Europe           | Russie                                                             | Saint-Pétersbourg                                                  | |
| Europe           | Serbie                                                             | Belgrade                                                           | |
| Europe           | Slovaquie                                                          | Bratislava                                                         | |
| Europe           | Suède                                                              | Stockholm                                                          | |
| Europe           | Suisse (ensemble du territoire suisse)                             |                                                                    | |
| Europe           | Turquie                                                            | Istanbul                                                           | |
| Amérique du Nord | Canada                                                             | Montréal                                                           | |
| Amérique du Nord | Canada                                                             | Toronto                                                            | |
| Amérique du Nord | Canada                                                             | Vancouver                                                          | |
| Amérique du Nord | États-Unis                                                         | Atlanta                                                            | |
| Amérique du Nord | États-Unis                                                         | Austin                                                             | |
| Amérique du Nord | États-Unis                                                         | Baltimore                                                          | |
| Amérique du Nord | États-Unis                                                         | Boston                                                             | |
| Amérique du Nord | États-Unis                                                         | Chicago                                                            | |
| Amérique du Nord | États-Unis                                                         | Cleveland                                                          | |
| Amérique du Nord | États-Unis                                                         | Dallas                                                             | |
| Amérique du Nord | États-Unis                                                         | Denver                                                             | |
| Amérique du Nord | États-Unis                                                         | Honolulu                                                           | |
| Amérique du Nord | États-Unis                                                         | Houston                                                            | |
| Amérique du Nord | États-Unis                                                         | Las Vegas                                                          | |
| Amérique du Nord | États-Unis                                                         | Los Angeles                                                        | |
| Amérique du Nord | États-Unis                                                         | Miami                                                              | |
| Amérique du Nord | États-Unis                                                         | Minneapolis                                                        | |
| Amérique du Nord | États-Unis                                                         | New York                                                           | |
| Amérique du Nord | États-Unis                                                         | Philadelphie                                                       | |
| Amérique du Nord | États-Unis                                                         | Phoenix                                                            | |
| Amérique du Nord | États-Unis                                                         | Pittsburgh                                                         | |
| Amérique du Nord | États-Unis                                                         | Portland                                                           | |
| Amérique du Nord | États-Unis                                                         | Salt Lake City                                                     | |
| Amérique du Nord | États-Unis                                                         | San Antonio                                                        | |
| Amérique du Nord | États-Unis                                                         | San Francisco                                                      | |
| Amérique du Nord | États-Unis                                                         | Saint-Louis                                                        | |
| Amérique du Nord | États-Unis                                                         | Seattle                                                            | |
| Amérique du Nord | États-Unis                                                         | Washington                                                         | |
| Amérique du Nord | Mexique                                                            | Mexico                                                             | |
| Amérique du Sud  | Brésil                                                             | São Paulo                                                          | |
| Asie             | Chine                                                              | Hong Kong                                                          | |
| Asie             | Corée du Sud                                                       | Séoul                                                              | |
| Asie             | Japon                                                              | Tokyo                                                              | |
| Asie             | Singapour                                                          | Singapour                                                          | |
| Asie             | Taïwan (ensemble du territoire taïwanais)                          |                                                                    | |
| Océanie          | Australie                                                          | Melbourne                                                          | |
| Océanie          | Australie                                                          | Sydney                                                             | |

## Concurrence
Le principal concurrent direct de Citymapper est l'application Moovit, qui permet également le calcul d'itinéraires en transport en commun.

## Controverse avec la RATP
En mars 2016, une controverse oppose Citymapper à la RATP en Île-de-France.
En effet, l'application mobile reproche à la RATP d’avoir bloqué son adresse IP l'empêchant d’accéder en temps réels aux prochains départs des bus et métros. La RATP se défend en expliquant que le nombre trop important de requêtes de Citymapper aurait conduit à des dénis de services du site à plusieurs reprises en 2016. Elle mentionne également les investissements qui seraient nécessaires pour faire face à la masse des requêtes des tiers, expliquant qu’elle n’a pas encore l’architecture technique capable de la supporter mais qu’elle y travaille pour ouvrir ses données en temps réel avant la fin de l’année 2016 conformément à la loi Macron qui « prévoit l’ouverture de toutes les données d’information voyageurs de tous les acteurs de la mobilité ». Toutefois, elle envisage « le versement d’une redevance appliquée différemment selon la taille des acteurs utilisant ce type de données et en fonction de leur volume de requêtes » toujours selon la loi Macron afin de compenser le coût de la mise à disposition de ces données,. Cette redevance est dénoncée par Citymapper qui juge inconcevable que les utilisateurs ne soient pas autorisés à exploiter gratuitement les données de leurs propres transports en commun. La RATP oppose qu’elle soupçonne Citymapper de vouloir récupérer gratuitement ses données pour les enrichir en les croisant avec d'autres données pour ensuite les monétiser.
Cette dernière a décidé de porter le débat sur le terrain public. En mettant en ligne une pétition et en saisissant les pouvoirs publics (ministre de l'Économie, présidente de région, maire de Paris). 18.000 personnes ont signé cette pétition.  
Le 3 janvier 2017, la RATP a ouvert les données portant sur les horaires de passage en temps réel de ses moyens de transports au travers d’une API. Comme l’y autorise la loi, elle a appliqué une redevance à partir d’un certain nombre de requêtes. Jusqu’à 30 millions de recherche, l’accès est gratuit. Après il devient payant : 12 000 euros par mois entre 30 millions et 100 millions, 20 000 euros par mois jusqu’à 300 millions et 20 000 euros supplémentaires pour chaque tranche de 300 millions de requêtes. Citymapper doit donc payer la RATP pour accéder à ces données en temps réel.

## Récompenses
Citymapper est élue Application Apple de l'année en 2013 & 2014.